# Elektrotechnická stavebnice

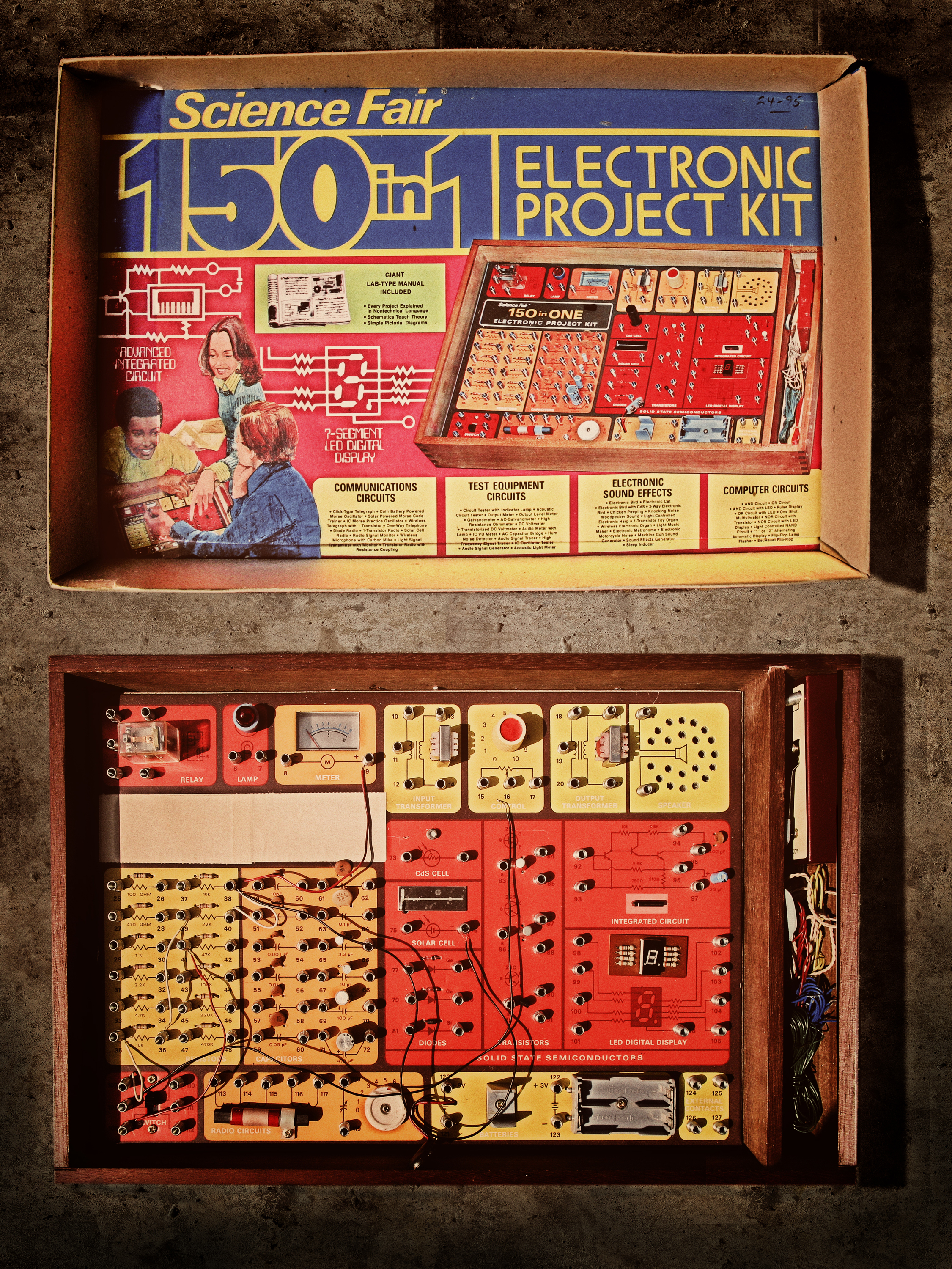
Elektrotechnická stavebnice.

Elektrotechnická stavebnice je materiální učební pomůcka, která slouží k sestavování elektrických obvodů.
Členění elektrotechnických stavebnic:

a) demonstrační

b) žákovské